# Suzuki RMZ
La RMZ è una motocicletta da Motocross con motore a quattro tempi prodotta dalla casa giapponese Suzuki.
È disponibile nelle cilindrate (250 e 450 cm³). 
Uno dei piloti del campionato mondiale di motocross che l'ha guidata è stato Clément Desalle nella cilindrata 450 cm³. 

## Cilindrate
250
Fu la prima cilindrata disponibile di questa nuova serie di moto, già dal 2004; con l'alimentazione a carburatore, nel 2007 fa il debutto il nuovo telaio in alluminio al posto del classico telaio in acciaio
450
Quella da 450 cm³ è stata la seconda cilindrata disponibile a partire dal 2005; nel 2008 ha fatto il debutto l'iniezione elettronica diretta, come nuovo impianto d'alimentazione, nel 2015 viene introdotto "Suzuki Holeshot Assist Control (S-HAC)" sistema che richiede all'ECU una fasatura d'accensione rivista per la partenza.